# Tarariki Tarotu
Tarariki Tarotu (ur. 27 lipca 1974) – kiribatyjski piłkarz grający na pozycji bramkarza.